# 韋恩·史塔蒂
韋恩·史塔蒂（英語：Wayne Static，1965年11月4日—2014年11月1日），美国音乐家、演唱家。靜止X樂團主唱。
2011年，他创建属于自己的单独唱片《Pighammer》，2014年11月1日，因药物过量而去世，享年48岁。